# Betula insignis
Betula insignis là một loài thực vật có hoa trong họ Betulaceae. Loài này được Franch. mô tả khoa học đầu tiên năm 1899.